# Стюарт, Триванте
Триванте Винсент Стюарт (англ. Trivante Vicent Stewart; родился 22 марта 2000, Спаниш-Таун, Ямайка) — ямайский футболист, нападающий сербского клуба «Раднички Ниш» и сборной Ямайки.

## Клубная карьера
Первые шаги в футболе Стюарт делал в клубе из своего родного города Спаниш-Таун. Позже он выступал за школьные команды и принимал участие в Кубке Мэннинга. Карьера в профессиональном футболе для Стюарта начала с момента подписания контракта с футбольным клубом «ЮВИ» из Сент-Эндрю. В начале 2022 года он присоединился к «Молинес Юнайтед», а уже в середине сезона перешел в «Маунт Плезент», где отличился пятью забитыми голами в четырех играх. Хорошие результаты поспособствовали приглашению в сборную Ямайки. По итогам сезона 2022/23 Стюарт вместе с «Маунт Плезент» стал чемпионом Премьер-лиги.
17 августа 2023 года Стюарт стал игроком итальянского клуба «Салернитана», подписав трехлетний контракт с возможностью продления. Таким образом он стал третьим ямайским игроком, когда-либо игравшим в Серии А, а также первым присоединившимся к чемпионату из своей национальной лиги.
15 февраля 2024 года Триванте был отдан в аренду в сербский клуб «Явор» с опцией выкупа.

## Достижения
«Маунт Плезент»
- Чемпион Премьер-лиги: 2023